# Guimarães (Maranhão)
Pour les articles homonymes, voir Guimarães (homonymie).
Guimarães est une municipalité brésilienne située dans l'État du Maranhão.

## Personnalités liées à la ville
- Maria Firmina dos Reis (1825-1917 à Guimarães), femme de lettres